# Hưng Đông
Hưng Đông là một phường thuộc thành phố Vinh, tỉnh Nghệ An, Việt Nam.

## Địa lý
Phường Hưng Đông hiện nằm ở phía tây thành phố Vinh có vị trí địa lý:
- Phía đông giáp phường Quán Bàu
- Phía tây giáp huyện Hưng Nguyên
- phía nam giáp phường Đông Vĩnh
- Phía bắc giáp xã Nghi Kim.

Phường Hưng Đông có diện tích 6,41 km², dân số năm 2022 là 17.697 người, mật độ dân số đạt 2.761 người/km².
Phường này nằm bên tuyến kênh Nhà Lê, là tuyến đường thủy đầu tiên trong lịch sử Việt Nam từ kinh đô Hoa Lư đến Đèo Ngang và được xem là tuyến đường Hồ Chí Minh trên sông vì những đóng góp cho các cuộc chiến tranh của người Việt.

## Lịch sử
Trước năm 1970, Phường Hưng Đông thuộc huyện Hưng Nguyên.
Ngày 26 tháng 12 năm 1970, sáp nhập phường Hưng Đông thuộc huyện Hưng Nguyên vào thành phố Vinh quản lý.
Tháng 4 năm 1979, sáp nhập xã Hưng Đông và xã Hưng Vĩnh thành xã Đông Vĩnh.
Ngày 28 tháng 6 năm 1994, Chính phủ ban Nghị định số 54-CP về việc thành lập phường Đông Vĩnh trên cơ sở 453,6 hécta diện tích tự nhiên và 9.811 nhân khẩu của phường Hưng Đông.
Sau khi điều chỉnh địa giới hành chính, phường Hưng Đông có 596,4 hécta diện tích tự nhiên và 10.409 nhân khẩu.
Ngày 1 tháng 12 năm 2024, Thành lập phường Hưng Đông trên cơ sở toàn bộ diện tích tự nhiên là 6,42 km2 và quy mô dân số là 17.784 người của phường Hưng Đông.
Phường Hưng Đông giáp phường Quán Bàu, phường Đông Vĩnh, xã Nghi Kim và huyện Hưng Nguyên; 